# Lyon, le regard intérieur
Lyon, le regard intérieur est un documentaire français conçu dans le cadre de la série télévisée Chroniques de France dirigée par Jean-Claude Bringuier, réalisé par Bertrand Tavernier et diffusée par FR 3 en 1988.

## Synopsis
Un TGV qui entre en gare de Lyon, c'est le train d'un retour vers la ville qui a vu naître Bertrand Tavernier.  L'évocation de souvenirs, de l'histoire de la cité tant aimée. Mais, aussi la présence du père, René Tavernier, qui, à son tour, se confie face à la caméra. René nous parle aussi de la mentalité et des habitudes lyonnaises, des familles et de leurs secrets, en compagnie de Pierre Merindol, journaliste et écrivain... Le témoignage fort de l'ancrage d'un réalisateur à son lieu d'origine. Ancrage souligné, par ailleurs, et, dès l'origine (L'Horloger de Saint-Paul), dans  ses films.

## Fiche technique
- Titre du film : Lyon, le regard intérieur
- Réalisation : Bertrand Tavernier
- Production : FR 3, La Sept, Caméras continentales, dans la série Chroniques de France dirigée par Jean-Claude Bringuier
- Scénario : B. Tavernier, avec la participation de René Tavernier et Pierre Merindol. Textes de Gabriel Chevallier tirés de Chemins de solitude et Carrefours du hasard lus par Gérard Guillaumat.
- Photographie : Jean Auzier, Couleur
- Musique : Philippe Sarde, Antoine Duhamel, Gabriel Fauré, Bud Powell, Rodgers Hart, Ron Carter, Gerry Mulligan, Astor Piazzolla
- Montage : Alain Robiche, Marie-France Le Bronnec
- Son : Christian Evanghelou
- Durée : 57 minutes
- Pays d'origine :  France
- Sortie : 1988

## Commentaire
Documentaire intimiste et tendrement nostalgique, Lyon, le regard intérieur apparaît d'abord comme le pèlerinage autobiographique d'un réalisateur, Bertrand Tavernier, en compagnie de son père. Ce retour aux sources instruit d'ailleurs beaucoup sur l'œuvre du cinéaste. Bertrand Tavernier convoque ses propres réalisations pour se décrire. « Il se cite, par les deux plans de l'arrivée de Michel Descombes (Philippe Noiret) à la maison familiale, rue Chambovet (dans L'Horloger de Saint-Paul), puis refilme cette scène - avec des différences essentielles : c'est son père que le cinéaste fait entrer dans le jardin pour découvrir un autre décor. La maison a été détruite ; il ne reste que le vide d'un jardin public [...] aux bancs anonymes et aux arbres orphelins », écrit Philippe Roger.
Ainsi, et à d'autres moments encore, la mise en scène semble être « confrontation d'un temps subjectif et d'un espace objectif. D'un côté le regard forgé par les ans, de l'autre le décor d'un monde qui ne peut être filmé qu'au présent. [...] En écoutant le père, René Tavernier, décrire, de sa belle voix sûre et humble, sa maison qui n'existe plus, on comprend que le Lyon de Bertrand Tavernier est décor mental, tissu de sensations évanouies et de sentiments défunts, que le travail de deuil [...] traverse et transfigure. [...] La perception qu'on peut avoir d'une ville dans laquelle on a vécu se situe à la confluence (mot cher à René Tavernier, comme à tout Lyonnais) du souvenir et de l'instant », commente encore Philippe Roger.
Lyon, le regard intérieur c'est aussi un regard sur une ville et sur ses habitants. René Tavernier peint la ville comme « une grande femme qui marche depuis des siècles, les yeux baissés, une femme qui marcha avec le regard intérieur ». « Le décor n'a de sens que si les personnages du film y sont ancrés, incrustés »,répète souvent Bertrand Tavernier. Et, c'est pourquoi René Tavernier, Pierre Merindol, Gabriel Chevallier, présent par ses textes très souvent cités, sont convoqués pour nous entretenir de l'âme et de l'esprit d'une cité. 
Lyon, le regard intérieur réaffirme enfin la philosophie d'un cinéaste qui dit :  « C'est à mes racines lyonnaises que je dois, même dans ce film, cette répugnance à voler une réaction, une image, par surprise ou par ruse »